# Rudolf Pilát
Rudolf Pilát (ur. 26 marca 1875 w Bavorovie, zm. 18 października 1946 r. w Pradze) – czeski taternik, alpinista, działacz wspinaczkowy.
W swojej bogatej karierze wspinaczkowej dokonał szeregu przejść w Tatrach, Alpach i innych pasmach górskich Europy – podczas swojej aktywności uważany był za jednego z lepszych alpinistów czeskich. Pilát działał także w wielu organizacjach wspinaczkowych, m.in. w Klubie Czechosłowackich Alpinistów (czes. Klub alpistů československých, 7-letnia prezesura), w Związku Czechosłowackich Wspinaczy (czes. Svaz československých horolezců, honorowy prezes) i Międzynarodowej Federacji Związków Alpinistycznych.
Pilát prowadził również działalność pisarską na tematy wspinaczkowe, był autorem książki Cvičné skály a horolezectví v Československu, wydanej po raz pierwszy w 1938 roku.